# Okrouhlo
Okrouhlo är en ort i Tjeckien.   Den ligger i regionen Mellersta Böhmen, i den centrala delen av landet, 19 km söder om huvudstaden Prag. Okrouhlo ligger 337 meter över havet och antalet invånare är 501.
Terrängen runt Okrouhlo är kuperad åt sydväst, men åt nordost är den platt.Runt Okrouhlo är det ganska tätbefolkat, med 90 invånare per kvadratkilometer. Närmaste större samhälle är Prag, 18,9 km norr om Okrouhlo. I omgivningarna runt Okrouhlo växer i huvudsak blandskog.